# Liste der Einträge im National Register of Historic Places im Big Stone County

Lage des Big Stone County in Minnesota

Die Liste der Einträge im National Register of Historic Places im Big Stone County in Minnesota führt alle Bauwerke und historischen Stätten im Big Stone County auf, die in das National Register of Historic Places aufgenommen wurden.

## Legende
| NRHP | Historic Place    |
| HD   | Historic District |

## Aktuelle Einträge
| [ 2 ] | Name                                            | Bild                                            | Eintragsdatum        | Lage | Ort             | Beschreibung                                                                                        |
| ----- | ----------------------------------------------- | ----------------------------------------------- | -------------------- | --- | --------------- | --------------------------------------------------------------------------------------------------- |
| 1     | Big Stone County Courthouse                     | Big Stone County Courthouse                     | 1985 ID-Nr. 85001764 | 20 2nd Street, Southeast 45° 18′ 16,7″ N, 96° 26′ 39,7″ W                                                       | Ortonville      | 1902 im viktorianischen Stil errichtetes Gerichts- und Verwaltungsgebäude                           |
| 2     | Chicago, Milwaukee, St. Paul and Pacific Depot  | Chicago, Milwaukee, St. Paul and Pacific Depot  | 1986 ID-Nr. 86002118 | Main and Center Sts. 45° 27′ 35″ N, 96° 26′ 14″ W                                                               | Clinton         | 1885 errichteter Bahnhof der Milwaukee Road; heute Museum                                           |
| 3     | Columbian Hotel                                 |                                                 | 1985 ID-Nr. 85001766 | 305 2nd Street, Northwest 45° 18′ 26″ N, 96° 26′ 52″ W                                                          | Ortonville      | 1892 im viktorianischen Stil errichtetes Hotel; im Oktober 2012 abgebrannt                          |
| 4     | District No. 13 School                          | District No. 13 School                          | 1985 ID-Nr. 85001772 | County Road 25 45° 20′ 55″ N, 96° 9′ 30″ W                                                                      | Correll         | 1898 errichtetes achteckiges Schulgebäude                                                           |
| 5     | Graceville Historical Marker                    | Graceville Historical Marker                    | 2004 ID-Nr. 04001358 | MN 15 45° 34′ 5″ N, 96° 27′ 0″ W                                                                                | Graceville      | 1940 als Arbeitsbeschaffungsmaßnahme von der Works Progress Administration errichtete Wegmarkierung |
| 6     | Odessa Jail                                     | Odessa Jail                                     | 1986 ID-Nr. 86001916 | Main Street Ecke 2nd Street 45° 15′ 36″ N, 96° 19′ 44″ W                                                        | Odessa          | 1913 aus Backsteinen errichtetes Gefängnisgebäude                                                   |
| 7     | Ortonville Commercial Historic District         | Ortonville Commercial Historic District         | 1985 ID-Nr. 85001765 | 2nd Street, Madison Avenue, Monroe Avenue, Jefferson Avenue und Jackson Avenue 45° 18′ 21,7″ N, 96° 26′ 46,7″ W | Ortonville      | Ensemble von im viktorianischen Stil errichteten Geschäftsgebäuden                                  |
| 8     | Ortonville Free Library                         | Ortonville Free Library                         | 1985 ID-Nr. 85001767 | 412 2nd Street, Northwest 45° 18′ 30,5″ N, 96° 26′ 53,6″ W                                                      | Ortonville      | 1915 im Mission Revival genannten Baustil errichtete Carnegie-Bibliothek                            |
| 9     | St. Pauli Norwegian Evangelical Lutheran Church | St. Pauli Norwegian Evangelical Lutheran Church | 2010 ID-Nr. 10000581 | 33022 US 75 45° 25′ 35,4″ N, 96° 25′ 52,3″ W                                                                    | Almond Township | 1898 im neugotischen Stil errichtete Kirche norwegischer Einwanderer                                |

## Frühere Einträge
| [ 2 ] | Name          | Bild | Eintragsdatum        | Lage                                                          | Ort        | Beschreibung                                                                                               |
| ----- | ------------- | ---- | -------------------- | ------------------------------------------------------------- | ---------- | --- |
| 1     | Shannon Hotel |      | 1985 ID-Nr. 85001773 | Studdart Avenue Ecke 2nd Street 45° 34′ 5″ N, 96° 25′ 59,8″ W | Graceville | 1902 im Queen Anne-Stil errichtetes Hotel; 1999 abgerissen und ein Jahr später aus dem Register gestrichen |